# フィローズ・ガーンディー

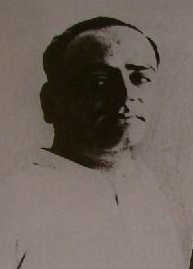
フィローズ・ガーンディー（1942年頃）

フィローズ・ガーンディー（Feroz Gandhi ヒンディー語: फिरोज गांधी、1912年9月12日 - 1960年9月8日）は、インドの政治家、ジャーナリスト、「The National Herald」及びラクナウーの新聞「The Navjivan」の発行人。マハトマ・ガンディーとの血縁関係はない。
英語では「フェローズ」と発音するが、ヒンディー語の発音に従い「フィローズ」と表記する。

## 生涯
フィローズ・ガーンディーはボンベイ（現：ムンバイ）で、4人兄弟の長男として生まれた。父は造船技術者で、グジャラート州出身のゾロアスター教徒(パールシー)の家庭で育った。
1920年代初め、父の死をきっかけに叔母がいるアラーハーバードに移り住んだ。フィローズはヴィディヤ・マンディル高校、エウィング・クリスチャン大学を卒業し、ロンドン・スクール・オブ・エコノミクスに留学した。
地方議員を経て、ローク・サバー（下院議会）の議員となった。1942年、ジャワハルラール・ネルーの娘インディラー・ネルー（後のインディラ・ガンディー首相）と結婚し、ラジーヴ・ガンディー（後の首相）とサンジャイ・ガーンディーの2子をもうけた。